# José Boiteux
José Boiteux är en kommun i Brasilien.   Den ligger i delstaten Santa Catarina, i den södra delen av landet, 1 200 km söder om huvudstaden Brasília. Antalet invånare är 4 720.
I omgivningarna runt José Boiteux växer i huvudsak städsegrön lövskog. Runt José Boiteux är det glesbefolkat, med 10 invånare per kvadratkilometer.